# Ilyushin Il-276
UAC/HAL Il-214 Multirole Transport Aircraft (MTA – Máy bay vận tải đa năng) là một mẫu thiết kế loại máy bay vận tải quân sự hạng trung, được sản xuất với sự hợp tác giữa United Aircraft Corporation (UAC) của Nga và Hindustan Aeronautics (HAL) của Ấn Độ. Mỗi công ty đầu tư 300 triệu USD cho đề án này.

## Tính năng kỹ chiến thuật
Đặc tính tổng quan
- Kíp lái: 3
- Sức chứa: 88 tới 100 hành khách
- Tải trọng: 20.000 kilôgam (44.000 lb)
- Chiều dài: 33,2 m (108 ft 11 in)
- Sải cánh: 30,1 m (98 ft 9 in)
- Chiều cao: 10 m (32 ft 10 in)
- Trọng lượng cất cánh tối đa: 68.000 kg (149.914 lb)
- Sức chứa nhiên liệu: 13.500 kilôgam (29.800 lb)
- Động cơ: 2 × Aviadvigatel PS-90A-76 kiểu turbofan, 280 kN (64.000 lbf) thrust  mỗi chiếc

Hiệu suất bay
- Vận tốc cực đại: 870 km/h (541 mph; 470 kn)
- Vận tốc hành trình: 830 km/h (516 mph; 448 kn)
- Tầm bay: 2.500 km (1.553 mi; 1.350 nmi) với tải trọng 20.000 kilôgam (44.000 lb)
- Trần bay: 12.000 m (39.370 ft)
- Đường băng cất cánh: 1.200 mét (3.900 ft)
- Đường băng hạ cánh: 1.200 mét (3.900 ft)